# 湛増
湛増（たんぞう、大治5年（1130年） - 建久9年5月8日（1198年6月14日））は、平安時代末期から鎌倉時代初期にかけて活躍した熊野三山の社僧(法躰)で、21代熊野別当である。18代別当湛快の次子。源為義の娘である「たつたはらの女房（鳥居禅尼）」は、湛増の妻の母に当たる。「たつたはらの女房」を湛増の実母とし、熊野別当家の中に、ある種の愛憎劇を想定する説があるが、これは実証をともなわない説である。湛増の子は息子が7人、娘が5人であり、嫡男の湛顕は1155年頃に生まれ1202年頃に死去したと考えられる。伝承では武蔵坊弁慶の父としても描かれている。

## 生涯

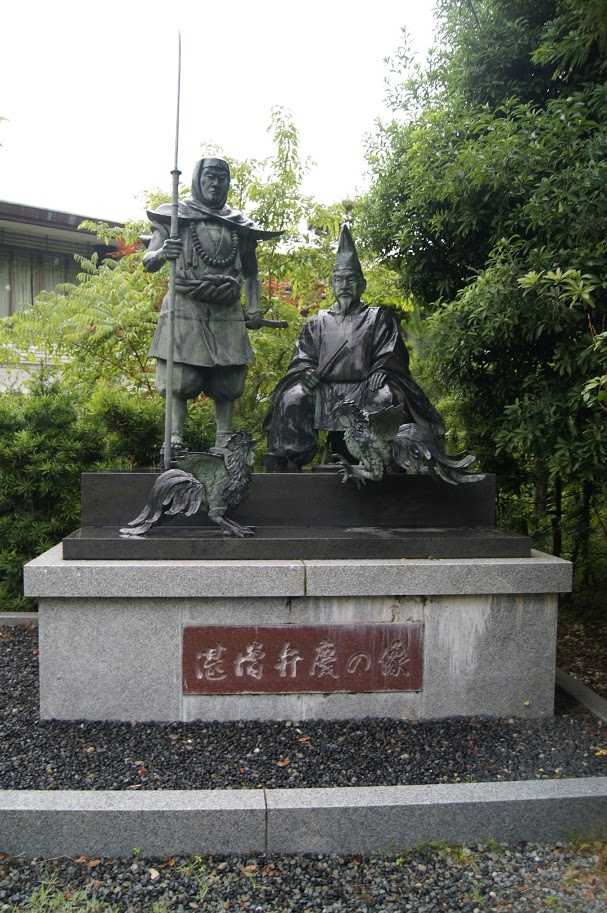
闘雞神社境内に建つ湛増と弁慶の像

平治元年（1159年）の平治の乱では、父湛快（18代別当）が平清盛方につき、平氏から多大の恩顧を受けつつ、平氏政権のもと、熊野別当家内部における田辺別当家の政治的立場をより強固なものにし、その勢力範囲を牟婁郡西部から日高郡へと拡大していった。湛増もまた平氏から多大の恩顧を受けつつ、若い頃から京都と熊野を盛んに行き来し、承安2年（1172年）頃には京都の祇陀林寺周辺に屋敷を構え、日頃から隅田俊村などの武士を従者として養いつつ、当時の政治情勢に関する色々な情報を集め、以前から交流のあった多くの貴族や平氏たちと頻繁に交わっていた。
承安4年（1174年）、新宮別当家出身の範智が20代別当に補任されるとともに、湛増が権別当に就任し、範智を補佐。
治承4年（1180年）5月、湛増は、新宮生まれの源行家の動きに気づき、平氏方に味方して配下の田辺勢・本宮勢を率い、新宮で行家の甥に当たる範誉・行快・範命らが率いる源氏方の新宮勢や那智勢と戦ったが、敗退した。この後、すぐさま源行家の動向を平家に報告して以仁王の挙兵を知らせた。しかし、同年10月、源頼朝の挙兵を知り、それ以後、新宮・那智と宥和を図るとともに、熊野三山支配領域からの新宮別当家出身の行命や自分の弟湛覚の追放を策し、源氏方に味方した。
治承5年（1181年）1月、源氏方が南海（紀伊半島沖合）を周り、京都に入ろうとしたため、平家方の伊豆江四郎が志摩国を警護。これを熊野山の衆徒が撃破し、伊豆江四郎を伊勢方面に敗走させたが、大将を傷つけられたため退却した。
元暦元年（1184年）10月、湛増は、21代熊野別当に補任された。源氏・平氏双方より助力を請われた湛増は、源氏につくべきか、平氏につくべきかの最終決断を揺れ動く熊野の人々に促すため、新熊野十二所神社（現闘雞神社、和歌山県田辺市）で紅白の闘鶏をおこない神慮を占ったとされる。学者の中にはこれを否定する人もいるが、長い時間の経過とめまぐるしく変転する政局をめぐり、湛増を中心とした関係者側に改めてこのような儀式をおこなう事情がありえたことを考慮すべきであろう。
元暦2年（1185年）、源義経の「引汲」によって平氏追討使に任命された熊野別当湛増は、200余艘（一説では300艘ともいう）の軍船に乗った熊野水軍勢2000人（一説では3000人ともいう）を率いて平氏と戦い、当初から源氏方として壇ノ浦の戦いに参加し、河野水軍・三浦水軍らとともに、平氏方の阿波水軍や松浦水軍などと戦い、源氏の勝利に貢献した。
これらの功績により、文治2年（1186年）、熊野別当知行の上総国畔蒜庄地頭職を源頼朝から改めて認められた。
また、文治3年（1187年）、湛増は、法印に叙せられ、改めて熊野別当に補任された。建久6年（1195年）、上京していた鎌倉幕府の初代将軍・源頼朝と対面し、頼朝の嫡男源頼家に甲を献じ、積年の罪を赦された。
建久9年（1198年）に死去。享年69。極位は法印権大僧都。『古事談』によると、死後、墓堂がつくられ、家人の桂林房上座覚朝が墓守をつとめたという。

## 関連作品
テレビドラマ
- 『義経』（2005年、NHK大河ドラマ、演：原田芳雄）